# Kesennuma
Kesennuma (japanska: 気仙沼市?, Kesennuma-shi) är en kuststad på japanska huvudön Honshus östkust i Tohokuregionen, 11 mil nordost om Sendai. Den utgör den nordöstra delen av Miyagi prefektur. Staden ligger längs västra kusten av en bukt som kallas Kesennumabukten vilket ger hamnen ett skyddat läge.

## Näringsliv
Fiskeindustrin är viktig och staden har läder-, gummi- och textilindustrier samt musselodlingar.

## Naturkatastrofer
Kesennuma drabbades hårt av jordbävningen vid Tohoku 11 mars 2011 då en tredjedel av staden fortfarande låg under vatten då den följande tsunamin dragit sig tillbaka och stora bränder härjade.

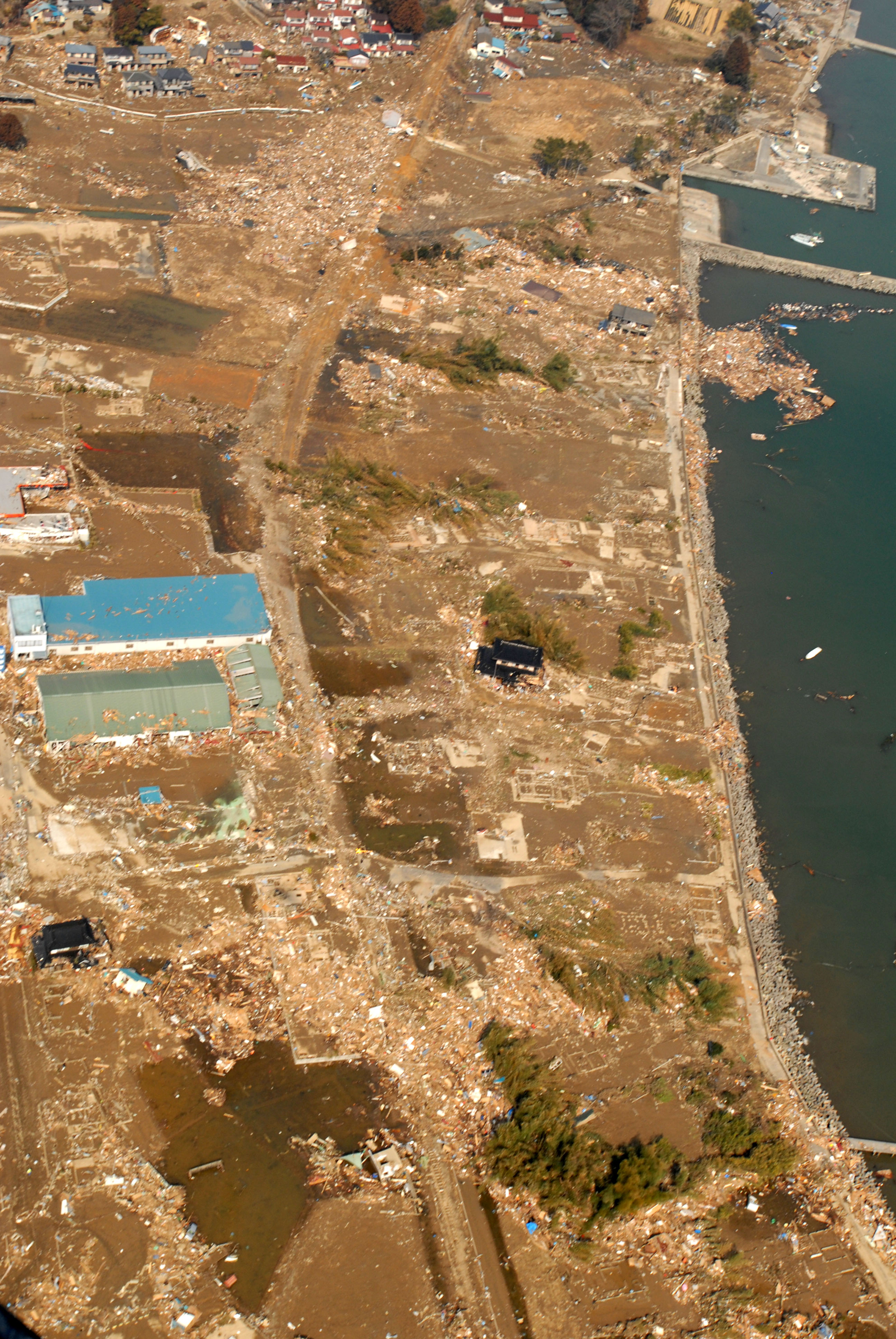
Bild av förödelsen efter tsunami i södra delarna av Kesennuma 13 mars 2011.